# Casamata

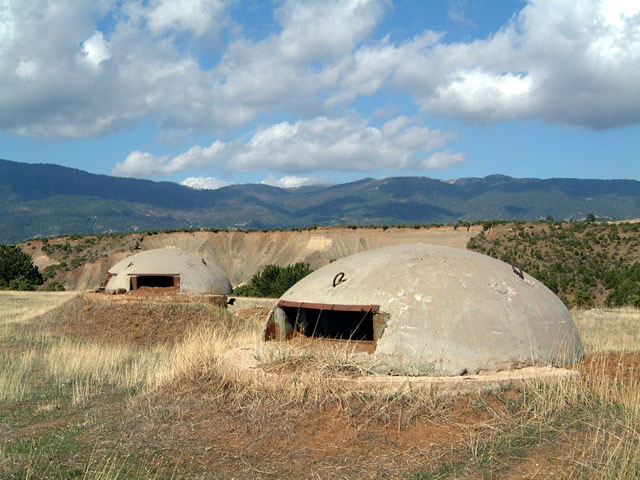
Durante o governo de Enver Hoxha, foram construídas pelo governo, em todo o território albanês, mais de 700 000 casamatas (aproximadamente uma para cada quatro habitantes do país).

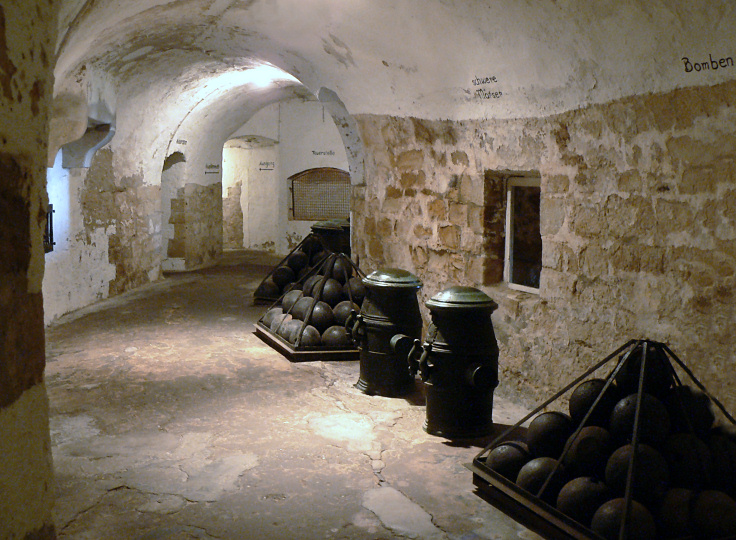
Interior de uma casamata da Fortaleza de Wilhelmstein, Alemanha.

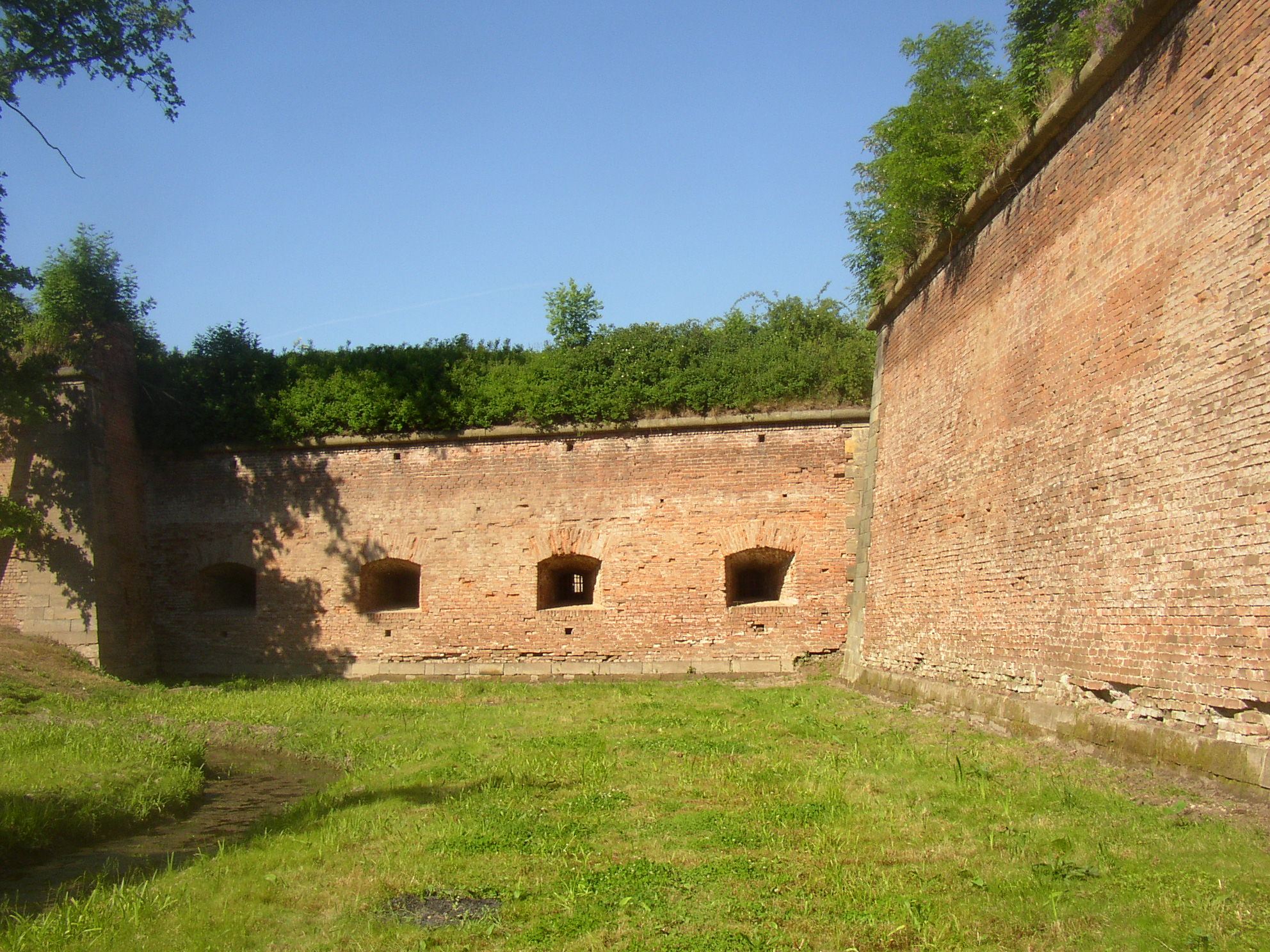
Exterior de casamatas da antiga fortaleza austro-húngara de Teresienstadt (atual Terezín na República Checa).

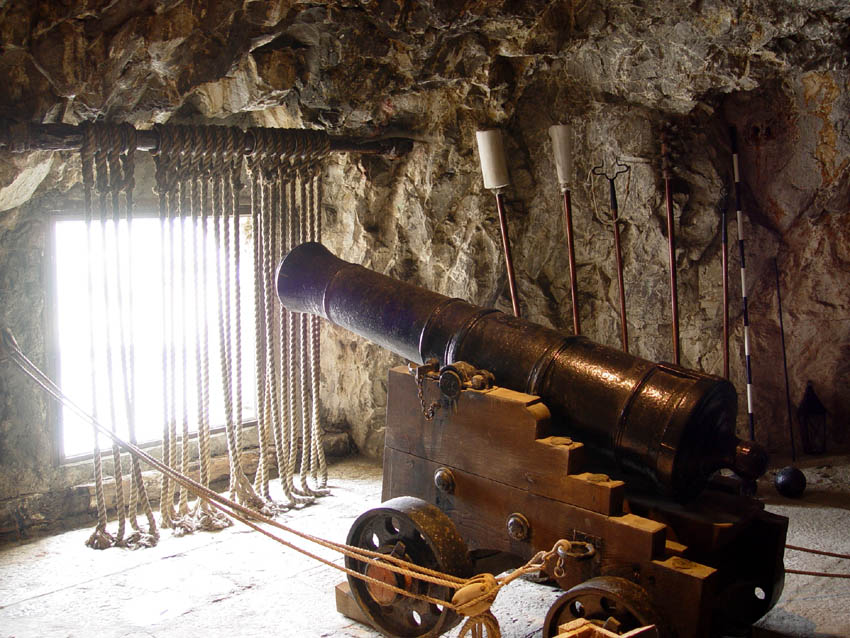
Canhão no interior de uma casamata escavada na rocha do Rochedo de Gibraltar.

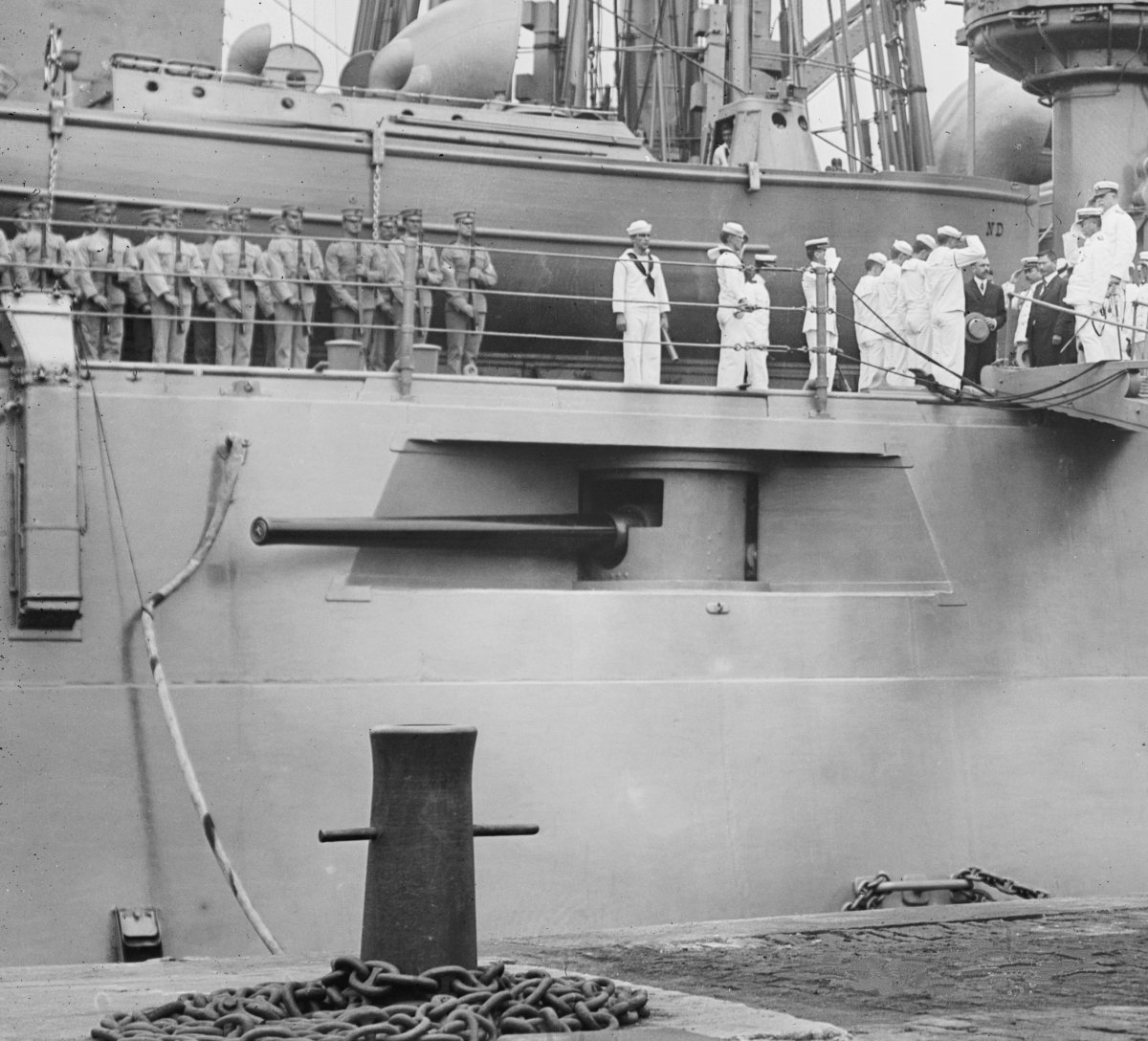
Casamata de uma peça de 5 polegadas do couraçado USS North Dakota.

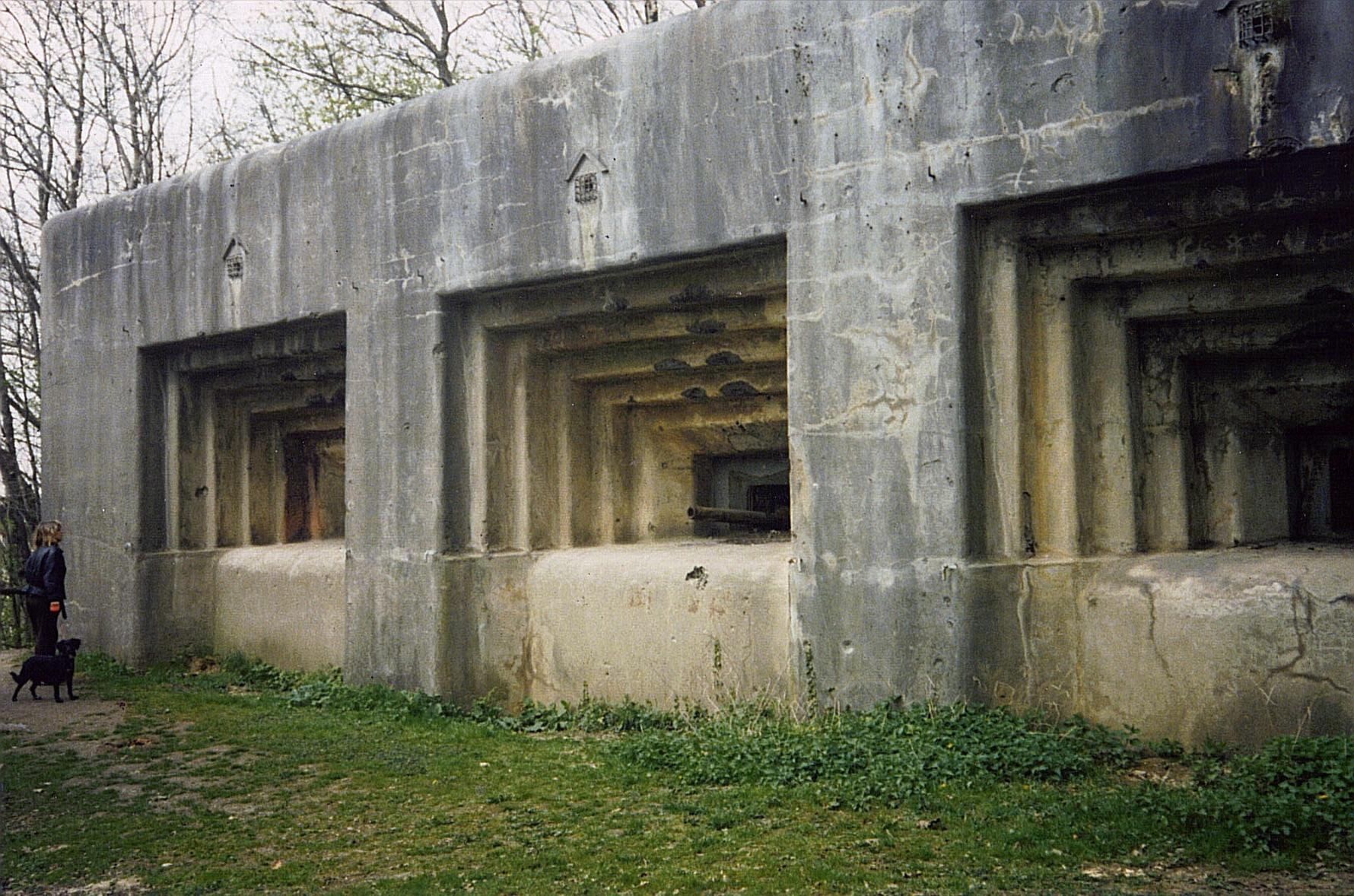
Casamatas do Forte Eben Emael da Segunda Guerra Mundial, na Bélgica.

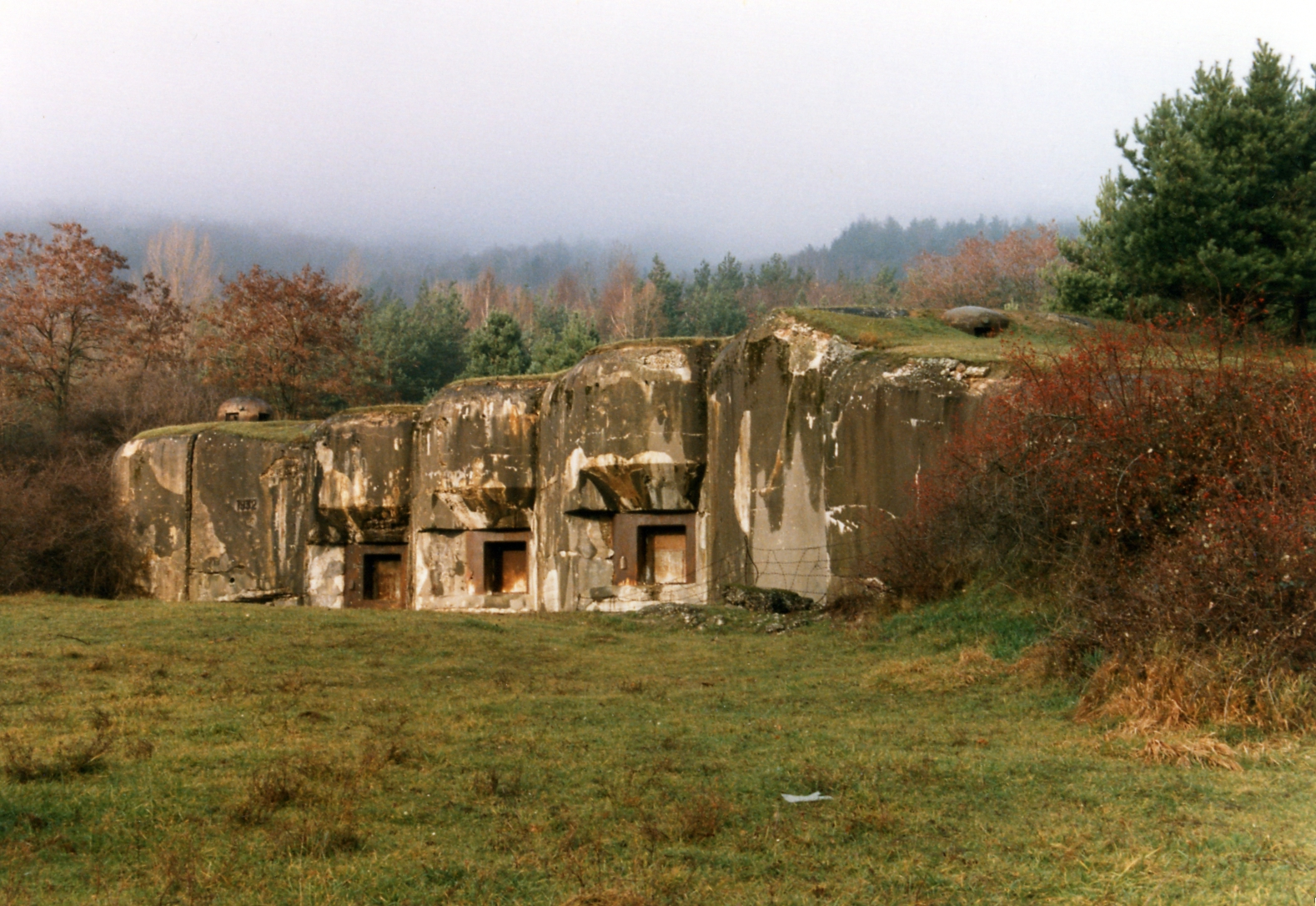
Casamata para três canhões de 75 mm da Linha Maginot.

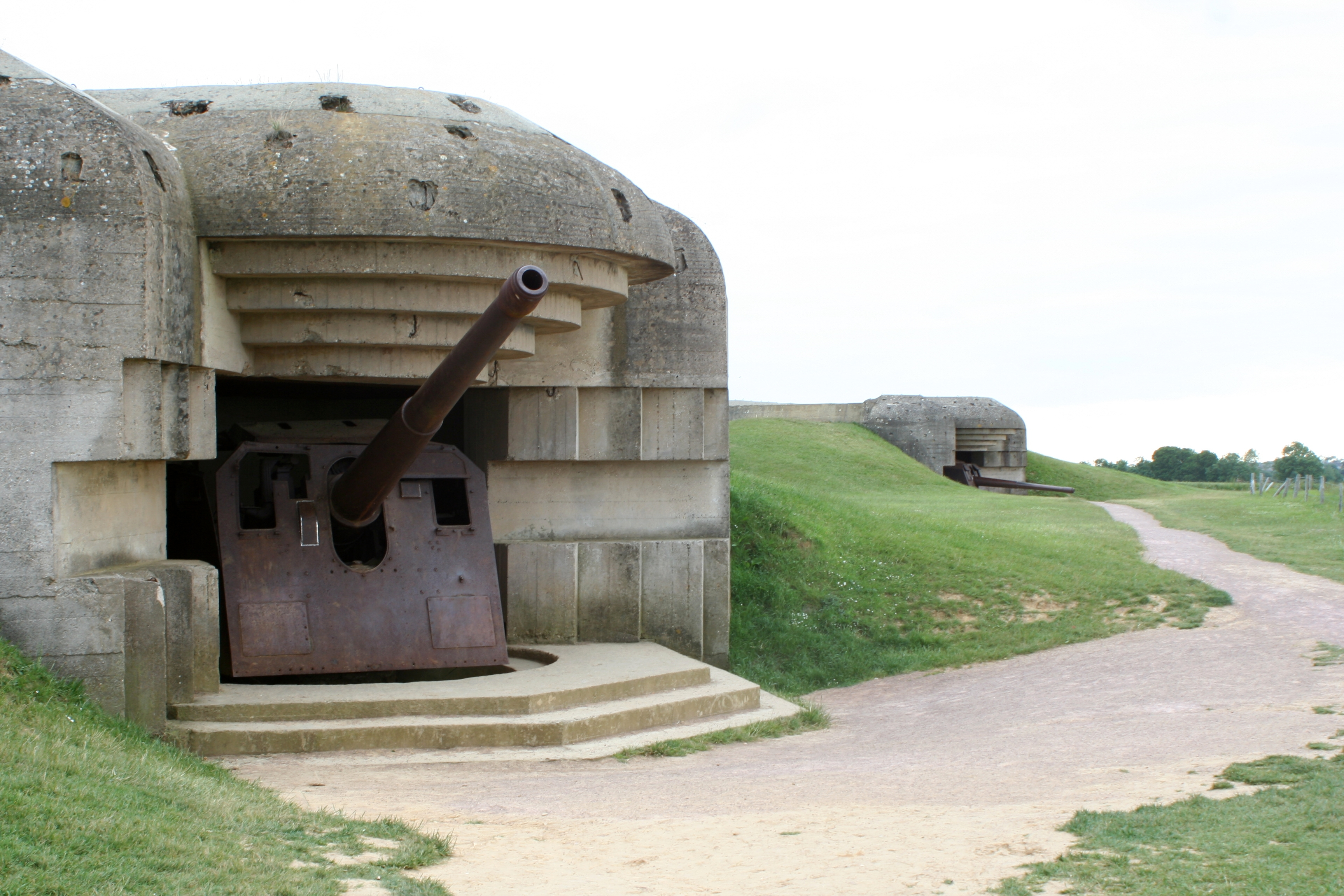
Casamatas para peças de 150 mm da Muralha do Atlântico.

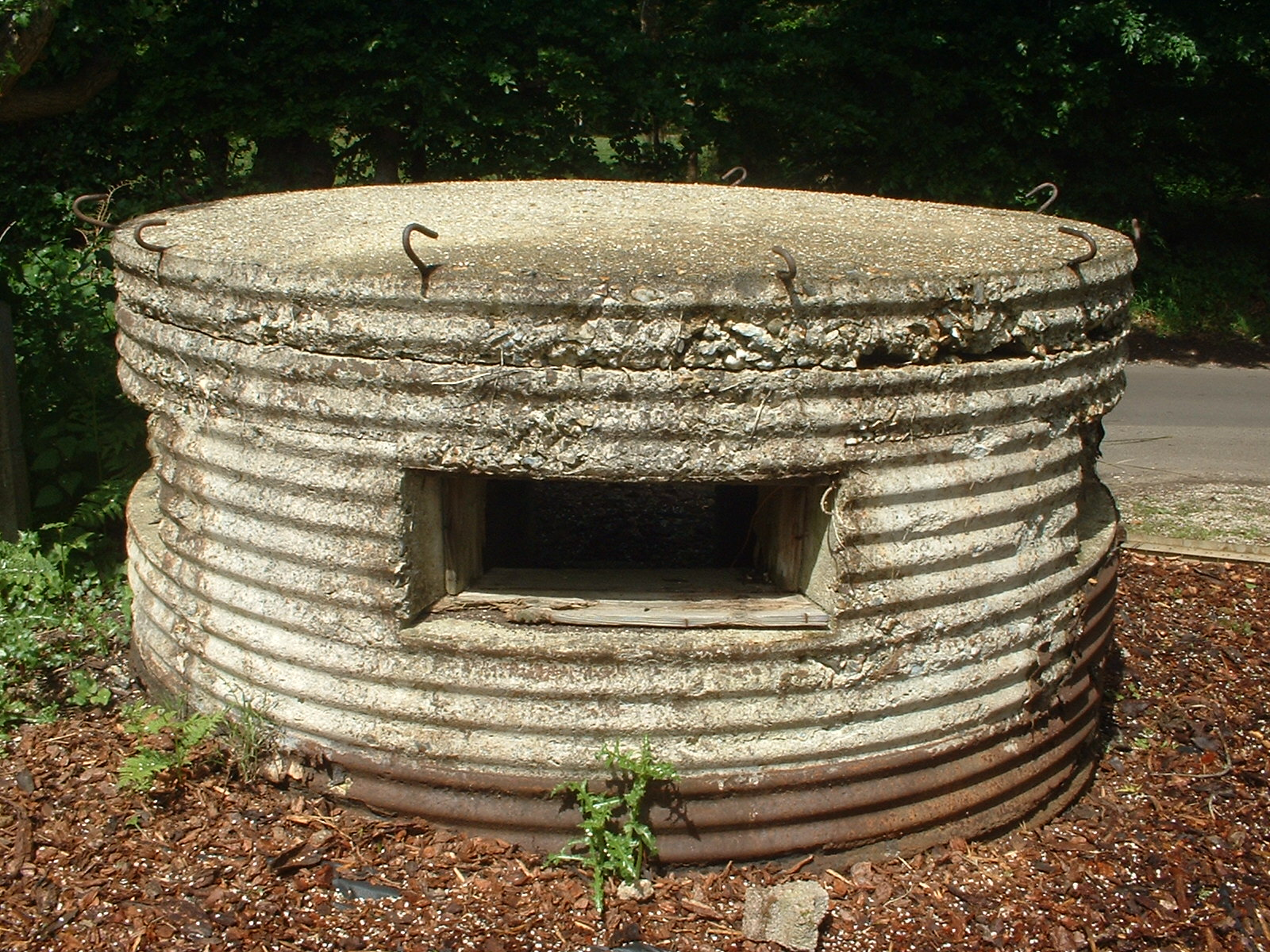
Pillbox das defesas britânicas da Segunda Guerra Mundial.

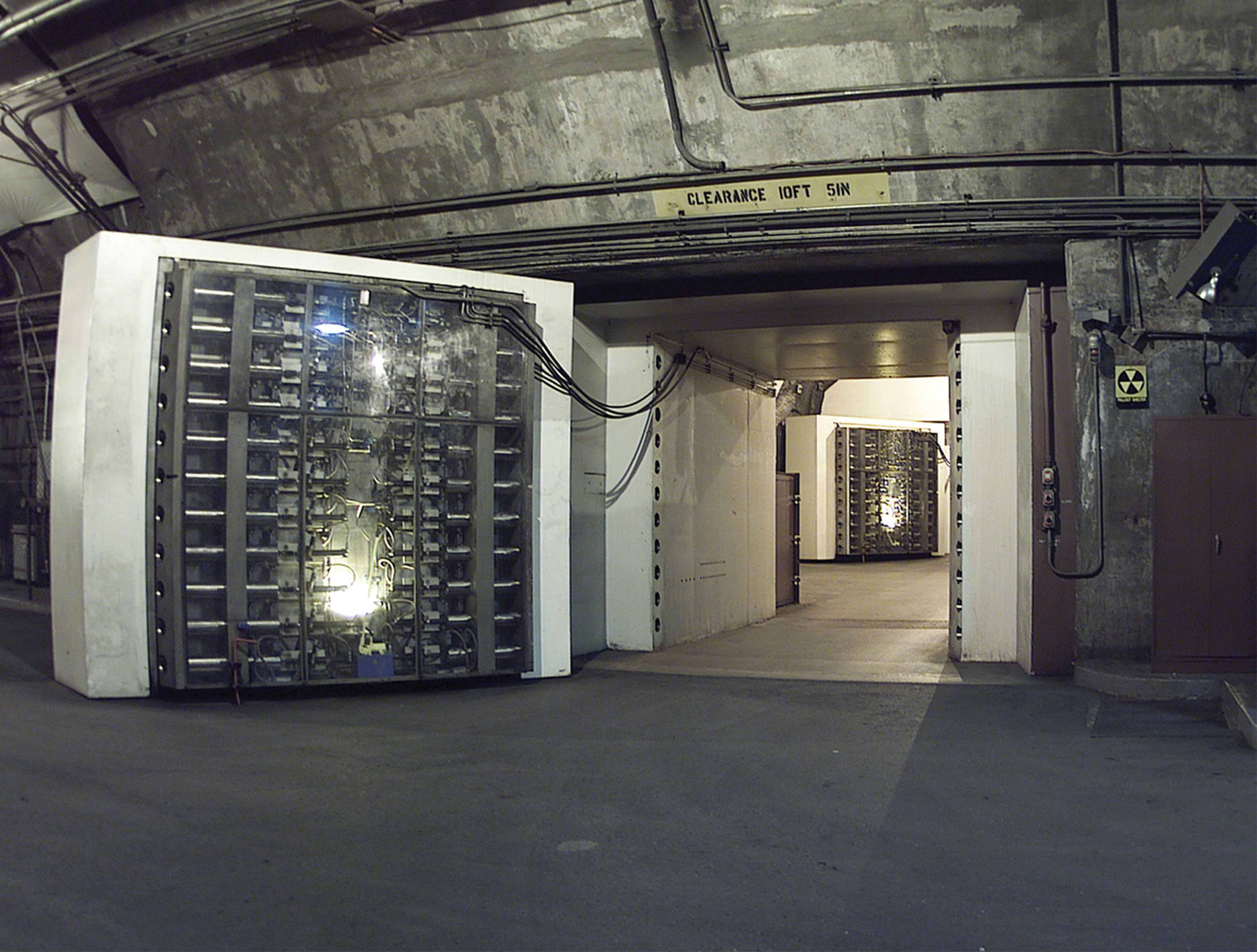
Portas blindadas do complexo subterrâneo da Montanha Cheyenne, EUA.

Em arquitetura militar, uma casamata é uma instalação fortificada fechada e abobadada, independente ou integrada numa fortificação maior, à prova dos projéteis inimigos. O termo é utilizado de um modo bastante genérico, podendo designar instalações de vários tipos e tamanhos, normalmente construídas em betão (concreto). 
Podemos dividir as casamatas em dois grandes tipos: as passivas — que apenas se destinam a abrigar pessoal ou material — e as ativas — que constituem postos de combate de infantaria ou de artilharia, podendo funcionar como abrigos de canhões ou de metralhadoras.
A partir da Segunda Guerra Mundial, começou a se popularizar o termo búnquer, que tem significado diferente de casamata, segundo o dicionário Houaiss. O termo búnquer vem do alemão "bunker". A palavra adquiriu em alemão o sentido de abrigo fortificado debaixo da terra já durante a Primeira Guerra Mundial; foi na Segunda Guerra Mundial, porém, que o sentido alemão dado à palavra se espalhou pelo mundo. A palavra foi para o inglês, a partir do alemão, com o significado de paióis de carvão dos couraçados, que eram blindados de modo a proteger o combustível de eventuais impactos de projéteis inimigos.

## Tipos de casamatas

### Casamatas de artilharia
Antes da Guerra Fria, a maioria das casamatas destinavam-se a proteger posições de artilharia. As casamatas de artilharia das fortificações abaluartadas, construídas a partir do Renascimento, eram, normalmente, espaços abobadados instalados nas cortinas e nos flancos dos baluartes. As peças de artilharia aí abrigadas, disparavam através de troneiras abertas para o exterior. Além de abrigarem as armas, as canhoneiras abrigavam também a guarnição e as munições. 
A partir do século XIX começaram a ser construídas casamatas de artilharia, como fortins independentes, ainda que, normalmente, integradas num sistema de fortificações. Numerosas casamatas deste tipo foram construídas, pelos Alemães, durante a Segunda Guerra Mundial, integradas na Muralha do Atlântico, algumas das quais com paredes de 3,5 metros de espessura.

### Casamatas navais
No âmbito da artilharia naval, uma casamata é uma placa couraçada vertical, com aberturas para as peças de artilharia. Oferece uma proteção menor que uma torre, além de permitir um menor campo de tiro. No entanto, é mais económica e mais leve, para determinado nível de proteção blindada.
A Guerra Civil Americana viu o aparecimento dos couraçados de casamata, que consistiam em navios a vapor construídos em aço, de baixo bordo, com as suas peças de artilharia instaladas no convés principal (convés da casamata) protegidas por uma casamata couraçada inclinada. Apesar de ambos os lados terem usados couraçados de casamata, este tipo de navio é mais associado aos Estados Confederados da América, sendo que os nortistas usaram mais os monitores de torre. A batalha naval mais famosa desta guerra envolveu o couraçado de torre USS Monitor e o couraçado de casamata CSS Virginia — construído a partir dos restos do Merrimack e, por isso, também conhecido por este nome.
Com o desenvolvimento dos couraçados, na segunda metade do século XIX, as casamatas passaram a ser estruturas blindadas instaladas nos bordos laterais dos navios, onde estavam instaladas as suas peças de artilharia principal. 
Nos couraçados do século XX a artilharia principal passou a ser instalada em torres. As casamatas laterais passaram a ser usadas para instalação do armamento secundário, destinado a proteger o couraçado contra ataques de torpedeiros. Na prática, verificou-se que estas casamatas eram, praticamente, inúteis, uma vez que estavam instaladas tão próximas da água, que as armas ficavam molhadas com os borrifos ou mesmo inundadas quando o navio balançava. Por isso, os projetos posteriores, levaram à instalação da artilharia secundária também em torres, abandonando as casamatas.

### Blocausses
Os blocausses eram, originalmente, uma espécie de casamatas de madeira, construídas pelos colonizadores europeus, nos seus territórios ultramarinos, como defesa contra-ataques dos indígenas. Estas construções em madeira eram suficientes para assegurar a defesa, uma vez que os indígenas não possuíam artilharia. 
Durante a Primeira Guerra Mundial, os Alemães, construíram inúmeros blocausses — parcialmente enterrados e utilizando grossos troncos de madeira — nas suas trincheiras. Mais tarde, foram também construídos blocausses em betão, que já pouco se distinguiam das casamatas normais. A diferença entre a casamata, propriamente dita, e o blocausse é o fato deste não ser feito para resistir a artilharia, mas apenas a armas ligeiras.

### Casamatas de trincheira
As casamatas deste tipo consistem em pequenos abrigos de betão, parcialmente enterrados no solo, fazendo parte de um sistema de trincheiras. Estes abrigos oferecem, aos defensores de uma posição, melhor proteção que uma trincheira aberta, além de ofereceram proteção superior contra projéteis de trajetória vertical e de abrigarem os soldados contra o mau tempo.
As casamatas da frente de um sistema de trincheiras, normalmente, são abrigos de metralhadoras ou de morteiros ou postos de tiro dominantes. As casamatas da retaguarda são, normalmente, usadas como posto de comando, como posto de socorros ou como armazém.

### Pillboxes
Uma pillbox (literalmente, "caixa de comprimidos" em inglês) consiste num posto de vigia, com seteiras para tiro de arma ligeira, construído em betão e parcialmente enterrado. A sua designação tem origem na sua semelhança com as antigas caixas de comprimidos cilíndricas. As pillboxes são, na prática, banquetas de tiro de trincheira, endurecidas para resistirem aos projéteis de armas ligeiras e às granadas. Muitas vezes são camufladas no sentido da sua localização ser ocultada e maximizar o elemento de surpresa. Como parte de um sistema de trincheiras, as pillboxes interligam-se com outras, obtendo-se uma cobertura mútua e uma linha defensiva contínua. As pillboxes também poderão ser colocadas de modo a cobrirem pontos estratégicos como pontes ou cais.
As pillboxes teriam sido desenvolvidas durante a Primeira Guerra Mundial, na sequência do aperfeiçoamento do conceito de defesa em profundidade baseado no uso de metralhadoras. A primeira aplicação das mesmas, como abrigos para metralhadoras, teria sido feita pelos Alemães na Linha Hindenburg. Teria sido aí que, ao serem avistadas por soldados britânicos, teriam recebido deles a alcunha de "pillboxes".
No período de entre-guerras, os Checoslovacos construíram inúmeras pillboxes como parte das defesas da sua fronteira com a Alemanha.
Durante a Segunda Guerra Mundial, os Britânicos também construíram um grande número de pillboxes, como parte dos preparativos anti-invasão da Grã-Bretanha. A maioria das pilboxes britânicas, no entanto, foi projetada para alojar atiradores e não tanto metralhadoras. Os Japoneses também fizeram uso de pillboxes nas suas fortificações de Iwo Jima.

### Casamatas industriais
As casamatas industriais incluem instalações mineiras, fábricas, instalações de armazenamento de alimentos, arquivos, depósitos de lixos perigosos e, ocasionalmente, alojamentos. Durante a Segunda Guerra Mundial, por exemplo, a Alemanha construiu numerosas casamatas para abrigarem indústrias importantes contra os bombardeamentos aéreos. 
Também são construídas casamatas para funcionarem como salas de controle de atividades perigosas, como as de testes de explosivos e de foguetões. Outras casamatas são construídas como laboratórios onde são desenvolvidas experiências perigosas ou como depósitos de materiais radioativos ou explosivos. 
Conforme o caso, as casamatas industriais podem ser instalações militares ou civis.

### Casamatas privadas
Algumas habitações dispõem de casamatas privadas, como abrigo à prova de explosões. As habitações com estes abrigos são construídas, normalmente, em locais de conflitos. Durante a Guerra Fria, também era comum, em alguns países, a existência de abrigos nucleares nos edifícios habitacionais. Este tipo de abrigo também pode servir como sala de pânico, onde os habitantes se podem refugiar em caso de assalto à habitação.

## Projeto

### Proteção contraexplosões
As casamatas devem defletir a onda de sopro de explosões próximas para evitar ferimentos internos e nos ouvidos das pessoas que aí se abrigam. Enquanto um edifício normal entra em colapso quando são sujeitos a uma pressão de apenas 0,2 bares, as casamatas são construídas de modo a resistirem, pelo menos a 10 bares. Isto diminui, substancialmente, probabilidade de uma bomba — com excepção de uma do tipo bunker buster — possa danificar a estrutura.
O objetivo básico é o de criar uma estrutura muito resistente à compressão física. O tipo de casamata, especialmente construída, mais comum é uma abóbada enterrada, construída em aço ou em betão reforçado. Estruturas de construção civil, como esgotos ou túneis de comunicações, podem ser transformadas em casamatas improvisadas. Também podem ser construídas casamatas provisórias, por exemplo construindo uma estrutura coberta de madeira, colocada numa trincheira profunda, que, depois é coberta com uma tela de tecido ou plástico, por sua vez coberta por uma camada de 1 a 2 metros de terra compacta.
Uma grande onda de choque ao nível do solo, pode mover as paredes de uma casamata vários centímetros em apenas alguns milissegundos. Uma casamata construída para suportar essas ondas de choque deverá incluir dispositivos que protejam os seus ocupantes de estilhaços vindos das paredes e do piso. Esses dispositivos podem ser, por exemplo, redes ou cadeiras almofadadas especiais.

### Proteção nuclear
As casamatas destinadas a suportar explosões nucleares, devem ser projetadas de modo a poderem resistir à subpressão que se segue à passagem da onda de choque e que dura vários segundos e a bloquear as radiações. Normalmente, estas características são fáceis de obter. O solo e a própria estrutura da casamata proporcionam uma proteção substancial contra as radiações e ao vácuo que, normalmente, é apenas um terço da pressão.

### Caraterísticas gerais
As portas devem ser, pelo menos, tão fortes como as paredes da casamata. Normalmente, utiliza-se um alçapão ou escotilha, minimizando o tamanho e o custo. Para reduzir o peso, a porta e o seu aro são, normalmente, construídos em aço. Também pode ser usada madeira muito maciça, mais resistente ao calor, uma vez que carboniza em vez de derreter. Se a casamata se situa à superfície, estando exposta diretamente às explosões, a face da porta deverá ser recuada para dentro do vão de modo a que impedir que uma onda de choque a levante. A casamata deverá ter duas portas, cada uma com dupla dobradiça.
As casamatas que se destinam a ser ocupadas por longos períodos, devem dispor de potentes sistemas de ventilação e de ar-condicionado, de modo a assegurarem a renovação do ar e impedirem o calor excessivo no interior. As casamatas para uso em tempo de guerra, devem dispor de sistemas de ventilação operados manualmente, que funcionem em caso de corte de energia. As aberturas dos ventiladores devem ser protegidas por válvulas antiexplosão. Uma válvula antiexplosão é fechada por uma onda de choque, mas, caso contrário, mantém-se aberta. 
Se a casamata se encontrar numa área urbanizada, deverá incluir sistemas de arrefecimento a água e tubos de respiração, de modo a proteger os ocupantes dos incêndios que possam ocorrer nas edificações vizinhas.
As casamatas também deverão proteger os ocupantes do mau tempo, como a chuva, o frio e o calor. Uma forma de impermeabilização à prova de chuva é a colocação de uma tela plástica cobrindo a estrutura da casamata antes de a enterrar. Uma simples tela 0,13 mm de polietileno é suficiente, uma vez que a terra colocada por cima, a protege da degradação provocada pelo vento e pela luz solar.

## Contramedidas
As casamatas poderão ser destruídas através do uso de explosivos de grande potência. Também podem ser destruídas por bombas do tipo bunker buster, lançadas por avião e dispondo de caraterísticas especiais que lhes permitem penetrar em estruturas fortemente blindadas a grande profundidade. As casamatas do tipo pillbox podem ser atacadas com lança-chamas, que atingem a sua guarnição através das aberturas.

## Casamatas famosas
Algumas casamatas modernas famosas são:
- Casamatas da Linha Maginot, na França;
- Führerbunker, em Berlim, Alemanha;
- Casamatas da Muralha do Atlântico, França e Bélgica;
- Casamatas de Iwo Jima, Japão;
- Montanha Cheyenne, em Colorado Springs, EUA;
- Diefenbunker, Ottawa, Canadá;
- Projeto 131, Hubei, China
- Casamatas de Enver Hoxha, Albânia.